# Sinotruk Howo
Sinotruk Howo — семейство крупнотоннажных грузовых автомобилей полной массой до 60 тонн, выпускаемых китайской компанией Sinotruk Group, которая входит в государственный концерн CNHTC. На некоторых рынках автомобили продаются под брендом CNHTC Howo.

## Описание
Автомобили Sinotruk Howo производятся с 28 октября 2004 года по соглашению между CNHTC и Volvo Trucks, подписанном в 2003 году. Кабина взята от шведского среднетоннажного грузовика Volvo FL. Колёсные формулы шасси — 4*2, 6*2, 6*4, 6*6, 8*4 и 10*6. Подвески — зависимые. Кабина короткая дневная или удлинённая со спальным местом и высокой крышей. Двигатели WD615 соответствуют стандартам Евро-2 и Евро-3.
В начале 2011 года кабина от Volvo FL была вытеснена кабиной от немецкой модели Mercedes-Benz Actros 2008 года. Двигатели теперь развивали мощность от 266 до 375 л. с.

### Howo A7
С 2009 года производится модель Sinotruk Howo A7 с доработанной кабиной от Volvo FH второго поколения ателье Italdesign Giugiaro, четырёхточечной пневмоподвеской, дисковыми тормозами, бескамерными шинами, автоматической трансмиссией SmartShift-AMT, гидроусилителем рулевого управления ZF, фильтрами Mann-Hummel, щитком приборов, аудиосистемой VDO, радиатором Behr, пневмоэлементами задней подвески Hendriсkson, кондиционером, тормозной системой и системой переключения передач WABCO. Двигатели — D10 и D12 с впрыском Common Rail мощностью от 270 до 460 л. с. Высота кабины — 1930 мм.

### Howo T5G
Накануне 2012 года представили грузовик Howo T5G, который является синтезом шасси CNHTC Howo с переработанной немецкой кабиной от MAN TGA. Модельный ряд включает грузовики полной массой 12, 16, 18, 20, 25, 31, 40 тонн c двигателями MAN моделей MC05 и MC07 объёмом 4,58 и 6,87 л., а также двигатели D20 и D26 с объёмом 11 и 13 л. предназначены для многотоннажных грузовиков с колесной формулой 6х4 и 8х4
Для рынка РФ поставляются с лицензионной ходовой MAN, комплектуются мостами MCP16ZG с литым чулком, допустимая нагрузка составляет 16 тонн, имеют 4 стремянки с верхним креплением, и балками VGD95 с допустимой нагрузкой 9,5 тонн. Самосвалы комплектуются кузовами 20 м3 для колесной формулы 6х4 и 35 м3 для 8х4.